# Gondalães
Gondalães ist ein Ort und eine ehemalige Gemeinde (Freguesia) im portugiesischen Kreis Paredes. Die Gemeinde hatte 1228 Einwohner (Stand 30. Juni 2011).
Am 29. September 2013 wurden die Gemeinden Gondalães, Bitarães, Mouriz, Castelões de Cepeda, Vila Cova de Carros, Madalena und Besteiros zur neuen Gemeinde Paredes zusammengeschlossen.